# Motetta
A motetta többszólamú énekelt zenemű, a középkor és a reneszánsz egyik legfontosabb zenei műfaja.
A 13. század elején jött létre oly módon, hogy a clausulák duplumát saját szöveggel kezdték ellátni. Innen ered a neve is, miután az újjászövegezett második szólamot, azaz a korábbi duplumot motetusnak („mot” = szó) nevezték el. A motetta egyedülálló jellegzetessége volt, hogy míg a tenor megtartotta eredeti latin szövegét, addig a motetus gyakran francia szöveget kapott, amely eleinte magyarázta vagy kiegészítette a tenort, de nemsokára gyakran teljesen elszakadt tőle tartalmában. Később a harmadik, majd a negyedik szólam (triplum, illetve quadruplum) szövege is lehetett teljesen független, így egyáltalán nem ritka az olyan 13.–14. századi motetta, amely egy viszonylag lassúbb mozgású, latin nyelvű, még mindig az eredeti gregorián dallamot és szöveget tartalmazó tenorból, fölötte egy rövidebb hangértékekből álló francia nyelvű motetusból, afölött egy kifejezetten fürge latin triplumból, sőt esetleg még egy quadruplumból áll, melyek szövegének semmi köze sincs egymáshoz.
A motetta nagyon gyorsan óriási népszerűségre tett szert, mind a templomon belül, mind azon kívül. Előbbivel hozzájárult az organum eltűnéséhez, utóbbival viszont hamar kiváltotta egyes egyházi elöljárók haragját. A 13. század végére gyakorlatilag világi műfaj, egyedül a tenor szólama emlékeztet egyházi, gregorián eredetére, de arra is csak dallamában, mivel gyakran nem éneklik, hanem valamilyen hangszeren játsszák.
A továbbiakban a motetta alapvető változásokon ment át.

## Az elnevezés eredete
A „motetta” elnevezés alapján a latin „motetus” szolgál, amely nagy valószínűséggel az ófrancia 'motet' szó latinizált, majd a 'mot' (szó)kifejezéssé fejlesztett alakja. Elsőként feltehetőleg a motet név alakult ki, mely a francia motettákat jelölte. Ezek az úgyszintén gregorián dallamkivágatra épülő, gyakran szerelmi tárgyú, olykor szatirikus szövegű darabok egyre népszerűbbé váltak.
A francia motetta körén belül a 'motet' eleinte refrént jelenthetett. A refréndarabokat tekinthetjük a francia motettatermés szövegi-zenei kiindulópontjának.
Ezt alapul véve a motet elnevezést a szöveget hordozó felső szólamra, majd a teljes többszólamú tételre is kiterjesztették. A motetta kifejezés a zenét a szöveg, az énekben előadott költészet oldaláról nevezi meg.